# Свети Йоан Предтеча (Йенимахале)
„Рождество/Рождение на Свети Йоан Предтеча“ (на гръцки: Γενεθλίου Ἁγίου Ἰωάννου Προδρόμου; на турски: Aya Yani Kilisesi) е православна църква в Йенимахале, предградие на Истанбул, Турция, енорийски храм на Деркоската епархия на Вселенската патриаршия.

## Местоположение
Сградата е разположена на улица „Ибини Сина“ № 6.

## История
На мястото на църквата е имало по-стар храм със същото име, който е бил част от манастира „Света Богородица Маврос Молос“. При митрополит Атанасий Деркоски (1655-1660) попада под юрисдикцията на Деркоската митрополия. Той е съборен в началото на XIX век. По-късно, при управлението на митрополит Никифор Деркоски (1824-1835) през 1833 година, е построена нова църква с формата на базилика. Храмът е ремонтиран при митрополитите Яков Деркоски (1950-1977) и Константин Деркоски. През 1983 година при патриарх Димитрий I Константинополски (1972-1991) е отпразнувана стогодишнината на храма.